# Achrysocharoides laticollaris
Achrysocharoides laticollaris är en stekelart som beskrevs av Kamijo 1991. Achrysocharoides laticollaris ingår i släktet Achrysocharoides och familjen finglanssteklar. Inga underarter finns listade i Catalogue of Life.